# Kihyun
Kihyun, de son vrai nom Yoo Ki-hyun (유기현), est un chanteur sud-coréen né le 22 novembre 1993 à Goyang, en Corée du Sud.
Il est membre du boys-band sud-coréen Monsta X, formé par le label Starship Entertainment, et y occupe la position de chanteur principal.

## Carrière

### Depuis 2015
Kihyun commence sa carrière musicale dès 2015, après sa participation, en 2014, au programme télévisé NO.MERCY organisé par le label sud-coréen Starship Entertainment afin de trouver les membres de son nouveau boys band. Le programme, diffusé à partir de décembre 2014, est composé de 10 épisodes et dévoile 12 stagiaires de l'agence en compétition afin de devenir membre du futur boys band. Kihyun est alors stagiaire et participant du programme télévisé. Il se fait très vite remarquer pour ses talents en chant et de nombreux membres du jury ainsi que chanteurs du label émettent des remarques très positives quant à sa voix et ses techniques vocales. Après des semaines de compétition, le dernier épisode de NO.MERCY, diffusé le 11 février 2015, révèle tour à tour les stagiaires choisis pour intégrer le nouveau groupe. Kihyun est alors le troisième stagiaire sélectionné pour rejoindre le groupe. Depuis, il occupe la position de chanteur principal au sein du boys-band Monsta X.

## Discographie

### Mini-album (EP)
| Titre | Détails                                                             | Classement | Ventes                |
| Titre | Détails                                                             | COR        | Ventes                |
| ----- | ------------------------------------------------------------------- | ---------- | --------------------- |
| Youth | - Date de sortie : 24 octobre 2022 - Label : Starship Entertainment | 3          | COR : plus de 167 000 |

### Single album
| Titre   | Détails                                                          | Classement | Ventes                |
| Titre   | Détails                                                          | COR        | Ventes                |
| ------- | ---------------------------------------------------------------- | ---------- | --------------------- |
| Voyager | - Date de sortie : 15 mars 2022 - Label : Starship Entertainment | 3          | COR : plus de 207 000 |